# Attronimo
Attronimo o attonimo è la traduzione proposta dal linguista Tullio De Mauro per la parola inglese aptronym, che indica un nome di persona che si trova in relazione con il lavoro svolto dalla persona stessa.

## Etimologia
La parola inglese è un neologismo che viene dall'aggettivo apt (adatto) e dal suffisso "-onym" che corrisponde all'italiano "-onimico" ossia "relativo al nome".

## Esempi
Esempi di persone famose:
- il disegnatore ed animatore Bruno Bozzetto e il disegnatore Stefano Disegni
- il vescovo Giacomo della Chiesa divenuto in seguito Papa Benedetto XV
- il magistrato Luigi de Magistris
- il campione del mondo di poker Chris Moneymaker
- il velocista Usain Bolt
- il pilota automobilistico Scott Speed
- il poeta Sandro Penna
- il frate predicatore Raniero Cantalamessa
- lo scrittore William Wordsworth (inglese per "vale parole")
- la famiglia Trafficante, famiglia mafiosa della Florida
- il portiere Guglielmo Vicario, convocato come riserva agli europei 2024
- l'attaccante sovietico Viktor Ponedel'nik, la cui traduzione è "vincitore lunedì", che al campionato europeo di calcio 1960, segnò il gol decisivo al 113º contro la Jugoslavia, allo scoccare della mezzanotte del lunedì 11 luglio